# Solarpark Inden
Der Solarpark Inden ist ein Photovoltaik-Park in Inden. Der Ende 2011 in Betrieb genommene Park hat im Modell Watt Peak eine rechnerische Maximalleistung von 3,9 MW und war mit Stand Dezember 2011 das größte Solarkraftwerk in Nordrhein-Westfalen.
Auf einer ehemaligen Mülldeponie in der Gemeinde Inden, in Sichtweite des Kraftwerks Weisweiler wurden 16.236 Solarmodule auf einer Fläche von 10 ha aufgestellt. Die einzelnen Solarmodule sind 99 × 164 cm groß und genau im Winkel von 30 Grad nach Süden ausgerichtet. Innerhalb von einem halben Jahr wurden hier 9,84 Mio. Euro verbaut, die zu 57,67 % von der Rurenergie GmbH (gehört dem Kreis Düren) und zu 42,33 % von der Firma F&S solar concept aus Euskirchen getragen wurden. Die reine Bauzeit betrug acht Wochen.